# 高田東栄薬品
高田東栄薬品株式会社（たかだとうえいやくひん）は、過去に存在した医薬品卸売業。

## 概要
- 塩野義製薬系医薬品卸。
- 本社所在地は、東京都台東区鳥越2-13-8。
- 代表取締役社長は、真鍋久勝 。
- 後にスズケンに吸収合併された。

## 沿革
- 1979年3月「高田薬品」「東栄薬品株式会社」（代表取締役・徳山勉）と合併し｢高田東栄薬品株式会社」と商号変更
- 1998年7月に塩野義系の東京都の大森薬品・宮城県のフタミ薬品・大阪府の天泉三丘薬品・大阪薬品・京都府の京西堂・和歌山県の和歌山薬品・鳥取県のサンコー薬品・徳島県のトクヤク・愛媛県の愛薬・福岡県の福岡薬品と合同統合しオオモリ薬品設立

## 営業所
- 浅草・大田・平井・足立・国立・千葉・松戸・大宮・世田谷・大塚・豊玉・越谷・深谷・狭山・八王子

## 主な取引メーカー
- 塩野義製薬
- 日本化薬
- 日本ヘキスト
- 三共
- 第一製薬
- 萬有製薬
- 高田製薬